# Blue Neighbourhood
Blue Neighbourhood là album phòng thu đầu tiên của ca sĩ-nhạc sĩ người Úc Troye Sivan. Album được phát hành trên toàn cầu vào ngày 4 tháng 12 năm 2015 thông qua EMI Music Australia và Capitol Records America. EP thứ tư của Sivan, Wild, gồm 6 ca khúc, đã thực hiện việc mở đường cho Blue Neighbourhood.
Sau khi phát hành, Blue Neighbourhood nhận được những đánh giá tích cực từ các nhà phê bình âm nhạc, và phát hành các đĩa đơn gồm "Wild", "Youth", "Talk Me Down" và "Heaven"." Wild" được phối lại hoàn toàn và tái phát hành thành đĩa đơn hợp tác với Alessia Cara.

## Phát hành và quảng bá
Vào tháng 10 năm 2015, Sivan tiết lộ rằng "Wild" đóng vai trò như một phần giới thiệu mở màn cho album. Việc đặt trước album bắt đầu từ ngày 15 tháng 10 năm 2015. Trong vài giờ album leo lên vị trí quán quân bảng xếp hạng iTunes của 10 quốc gia, bao gồm có Hoa Kỳ. "Talk Me Down" được phát hành thành đĩa đơn quảng bá cho những người đặt trước album, và cũng là ca khúc duy nhất chưa ra mắt trước đó có sẵn trước khi album phát hành. Những người đã mua Wild được giảm giá khi mua Blue Neighbourhood. Sivan cũng tiến hành việc bán các gói hàng hóa trên trang mạng của anh, gồm áo có in logo của album, nến có mùi hương giống với tâm trạng trong các bài hát, các đĩa CD, vinyl, poster, bản tải kỹ thuật số, túi xách và sổ ghi chép. "Youth" được phát hành thành đĩa đơn thứ ba từ album. Bài hát ra mắt độc quyền trên kênh Shazam Top 20 vào lúc 7 giờ tối (giờ AEST) ngày 12 tháng 11 và phát hành chính thức trên toàn cầu sau nửa đêm ngày 13 tháng 11 ở mỗi quốc gia.

## Các video âm nhạc
Album đi kèm với 3 video âm nhạc có nội dung về câu chuyện tình lãng mạn giữa hai người bạn nam thân nhau từ thuở nhỏ, và những rắc rối trong mối quan hệ đồng giới của họ. Hai video đầu tiên cho bài hát "Wild" và "Fools" được Sivan đặt một cái tên bí mật là Blue Neighbourhood, trước khi đưa ra thông báo rằng đó chính là tên của album. Cả hai đều ra mắt trong tháng 9 năm 2015.
Vào ngày 14 tháng 10 năm 2015, Troye Sivan ra mắt một video ngắn hé lộ trước về album phòng thu. Trong video này, một vài đoạn âm thanh từ các bài hát "Happy Little Pill", "Wild", "Fools", và của bài hát chưa phát hành và sau này là đĩa đơn cuối cùng từ album, "Youth", được phát ở phần nhạc nền. Video cuối cùng cho "Talk Me Down" ra mắt vào ngày 20 tháng 10 năm 2015. Video mô tả cảnh cái chết của mối tình thời thơ ấu của Sivan do nhảy tự tử từ một vách đá sau lễ tang của người cha, sau nhiều năm khổ sở với chứng sợ người đồng tính. Sivan đã đăng tải các biện pháp phòng tránh tự tử sau khi ra mắt video.

## Tiếp nhận phê bình
| Đánh giá chuyên môn       | Đánh giá chuyên môn |
| Nguồn đánh giá            | Nguồn đánh giá      |
| Nguồn                     | Đánh giá            |
| ------------------------- | ------------------- |
| AllMusic                  | [ 13 ]              |
| Billboard                 | [ 14 ]              |
| The Diamondback           | [ 15 ]              |
| The Guardian              | [ 16 ]              |
| Herald Sun                | [ 17 ]              |
| Islington Gazette         | [ 18 ]              |
| Rolling Stone Australia   | [ 19 ]              |
| South China Morning Post  | [ 20 ]              |
| The Sydney Morning Herald | [ 21 ]              |

Blue Neighbourhood nhận được phần lớn những phản hồi tích cực từ các nhà phê bình âm nhạc đương đại. Everett True của tờ The Guardian đánh giá album đạt 5 sao với nhận xét "thật khó để tìm thấy lỗi trong Blue Neighbourhood" và tán dương Sivan đã "mô tả rất tốt âm thanh của hiện tại". Neil Z. Yeung từ AllMusic ca ngợi chất giọng "đẹp một cách bí ẩn và dễ dàng, bị xúc phạm và lặng người" của Sivan, đồng thời nhấn mạnh rằng chủ đề đậm chất "đau khổ và quả quyết" đã giúp cho album trở thành "một trải nghiệm tỏa sáng và thắng lợi". Viết cho tạp chí Billboard, Kenneth Partridge bình luận rằng "thay vì sự nguyên bản, Sivan lại thể hiện sự dễ bị tổn thương" và so sánh phần phối khí của album với các sản phần của Lorde và Taylor Swift. Bernard Zuel của The Sydney Morning Herald miêu tả giọng hát của Sivan là "một chất giọng của cà-phê-và-kem-tươi [...], ở giai đoạn giữa trẻ em và người trưởng thành và đầy nghệ thuật."
Người viết của tạp chí Herald Sun khen ngợi giọng hát của Sivan, gọi nó là "can đảm và chân thật theo một cách mà đa phần các ngôi sao nhạc pop không có được" cũng như chú ý đến lời bài hát ở phần mở đầu "không né tránh những đại từ như nhiều ca sĩ trước anh." Jules Lefevre từ Rolling Stone Australia nhận xét rằng chất giọng của Sivan "[bay lượn] trong quá trình sản xuất điện tử để trở nên vô cùng phức tạp và như ánh sáng của khí heli" và rằng anh đã "truyền tải sự tinh túy ẩn trong trí khôn của tuổi trẻ với đủ sự khiêm nhường, nhờ đó trở nên dễ mến hơn là tỏ ra quá khôn ngoan."

## Giải thưởng và đề cử
| Giải              | Hạng mục                 | Người được đề cử | Kết quả   |
| ----------------- | ------------------------ | ---------------- | --------- |
| GLAAD Media Award | Nghệ sĩ âm nhạc xuất sắc | Troye Sivan      | Đoạt giải |

## Diễn biến thương mại
Blue Neighbourhood ra mắt ở vị trí thứ bảy tại Hoa Kỳ, bán được 65.000 đơn vị trong tuần đầu (gồm tổng cộng 55.000 bản album truyền thống), qua đó trở thành album thứ ba của Sivan ra mắt trong top 10 của bảng xếp hạng. Tính đến tháng 4 năm 2016, Blue Neighbourhood đã bán ra 150.000 bản trên thị trường này.

## Danh sách và thứ tự các bài hát
| Blue Neighbourhood — Phiên bản chuẩn | Blue Neighbourhood — Phiên bản chuẩn | Blue Neighbourhood — Phiên bản chuẩn                     | Blue Neighbourhood — Phiên bản chuẩn | Blue Neighbourhood — Phiên bản chuẩn |
| STT                                  | Nhan đề                              | Sáng tác                                                 | Sản xuất                             | Thời lượng                           |
| ------------------------------------ | ------------------------------------ | -------------------------------------------------------- | ------------------------------------ | ------------------------------------ |
| 1.                                   | "Wild"                               | Troye Sivan Alex Hope                                    | Hope                                 | 3:47                                 |
| 2.                                   | "Fools"                              | Sivan Hope Pip Norman                                    | SLUMS Alex JL Hiew Norman            | 3:40                                 |
| 3.                                   | "Ease" (hợp tác với Broods)          | Sivan Caleb Nott Georgia Nott                            | C. Nott                              | 3:33                                 |
| 4.                                   | "Talk Me Down"                       | Sivan Bram Inscore Brett McLaughlin Allie X Emile Haynie | Haynie Inscore                       | 3:57                                 |
| 5.                                   | "Cool"                               | Sivan Hope                                               | Hope                                 | 3:21                                 |
| 6.                                   | "Heaven" (hợp tác với Betty Who)     | Sivan Hope Jack Antonoff Claire Boucher                  | Antonoff                             | 4:21                                 |
| 7.                                   | "Youth"                              | Sivan Inscore McLaughlin Allie X                         | Inscore SLUMS Hiew                   | 3:05                                 |
| 8.                                   | "Lost Boy"                           | Sivan Inscore McLaughlin Allie X                         | Inscore                              | 3:43                                 |
| 9.                                   | "for him." (hợp tác với Allday)      | Sivan Inscore McLaughlin Allie X Tom Gaynor              | Inscore                              | 3:29                                 |
| 10.                                  | "Suburbia"                           | Sivan Inscore McLaughlin Allie X                         | Inscore                              | 3:53                                 |
| Tổng thời lượng:                     | Tổng thời lượng:                     | Tổng thời lượng:                                         | Tổng thời lượng:                     | 36:49                                |

| Blue Neighbourhood — Phiên bản cao cấp | Blue Neighbourhood — Phiên bản cao cấp | Blue Neighbourhood — Phiên bản cao cấp     | Blue Neighbourhood — Phiên bản cao cấp | Blue Neighbourhood — Phiên bản cao cấp |
| STT                                    | Nhan đề                                | Sáng tác                                   | Sản xuất                               | Thời lượng                             |
| -------------------------------------- | -------------------------------------- | ------------------------------------------ | -------------------------------------- | -------------------------------------- |
| 1.                                     | "Wild"                                 | Sivan Hope                                 | Hope                                   | 3:47                                   |
| 2.                                     | "Bite"                                 | Sivan Inscore McLaughlin Allie X           | SLUMS Hiew Inscore                     | 3:06                                   |
| 3.                                     | "Fools"                                | Sivan Hope Norman                          | SLUMS Hiew Norman                      | 3:40                                   |
| 4.                                     | "Ease" (hợp tác với Broods)            | Sivan C. Nott G. Nott                      | C. Nott                                | 3:33                                   |
| 5.                                     | "The Quiet"                            | Sivan Dann Hume                            | SLUMS Hiew Hume                        | 3:46                                   |
| 6.                                     | "DKLA" (hợp tác với Tkay Maidza)       | Sivan Hope Hiew Jean Capotorto Tkay Maidza | SLUMS Hiew                             | 4:15                                   |
| 7.                                     | "Talk Me Down"                         | Sivan Inscore McLaughlin Allie X Haynie    | Haynie Inscore                         | 3:57                                   |
| 8.                                     | "Cool"                                 | Sivan Hope                                 | Hope                                   | 3:21                                   |
| 9.                                     | "Heaven" (hợp tác với Betty Who)       | Sivan Hope Antonoff Boucher                | Antonoff                               | 4:21                                   |
| 10.                                    | "Youth"                                | Sivan Inscore McLaughlin Allie X Hope      | Inscore SLUMS Hiew                     | 3:05                                   |
| 11.                                    | "Lost Boy"                             | Sivan Inscore McLaughlin Allie X           | Inscore                                | 3:43                                   |
| 12.                                    | "for him." (hợp tác với Allday)        | Sivan Inscore McLaughlin Allie X Gaynor    | Inscore                                | 3:29                                   |
| 13.                                    | "Suburbia"                             | Sivan Inscore McLaughlin Allie X           | Inscore                                | 3:53                                   |
| 14.                                    | "Too Good"                             | Sivan Hope                                 | SLUMS Hiew Hope                        | 3:44                                   |
| 15.                                    | "Blue" (hợp tác với Alex Hope)         | Sivan Hope                                 | Hope                                   | 3:31                                   |
| 16.                                    | "Wild" (XXYYXX phối lại)               | Sivan Hope                                 | Hope XXYYXX (phối lại)                 | 3:32                                   |
| Tổng thời lượng:                       | Tổng thời lượng:                       | Tổng thời lượng:                           | Tổng thời lượng:                       | 58:43                                  |

| Blue Neighbourhood — Bài hát thêm cho phiên bản phát hành độc quyền trên Target | Blue Neighbourhood — Bài hát thêm cho phiên bản phát hành độc quyền trên Target | Blue Neighbourhood — Bài hát thêm cho phiên bản phát hành độc quyền trên Target | Blue Neighbourhood — Bài hát thêm cho phiên bản phát hành độc quyền trên Target | Blue Neighbourhood — Bài hát thêm cho phiên bản phát hành độc quyền trên Target |
| STT                                                                             | Nhan đề                                                                         | Sáng tác                                                                        | Sản xuất                                                                        | Thời lượng                                                                      |
| ------------------------------------------------------------------------------- | ------------------------------------------------------------------------------- | ------------------------------------------------------------------------------- | ------------------------------------------------------------------------------- | ------------------------------------------------------------------------------- |
| 17.                                                                             | "Swimming Pools"                                                                | Sivan Inscore McLaughlin Allie X                                                | Inscore                                                                         | 3:26                                                                            |
| 18.                                                                             | "Happy Little Pill" (Biểu diễn trực tiếp)                                       | Sivan Brandon Rogers Tat Tong                                                   | Stacey Jones                                                                    | 4:02                                                                            |
| Tổng thời lượng:                                                                | Tổng thời lượng:                                                                | Tổng thời lượng:                                                                | Tổng thời lượng:                                                                | 66:11                                                                           |

Ghi chú
- Tất cả tiêu đề gốc của các bài hát, trừ bài "for him.", đều được viết hoa toàn bộ.
- "DKLA" là viết tắt của "Don't Keep Love Around".

## Xếp hạng
| Bảng xếp hạng (2015)                     | Vị trí cao nhất |
| ---------------------------------------- | --------------- |
| Album Úc (ARIA)                          | 6               |
| Album Áo (Ö3 Austria)                    | 49              |
| Album Bỉ (Ultratop Vlaanderen)           | 20              |
| Album Bỉ (Ultratop Wallonie)             | 140             |
| Album Canada (Billboard)                 | 11              |
| Album Đan Mạch (Hitlisten)               | 19              |
| Album Hà Lan (Album Top 100)             | 25              |
| Album Phần Lan (Suomen virallinen lista) | 32              |
| German Albums (Offizielle Top 100)       | 73              |
| Greek Albums (IFPI Greece)               | 44              |
| Album Ireland (IRMA)                     | 30              |
| Album Ý (FIMI)                           | 78              |
| Album New Zealand (RMNZ)                 | 9               |
| Album Na Uy (VG-lista)                   | 17              |
| Album Ba Lan (ZPAV)                      | 49              |
| Taiwanese Albums (Five Music)            | 5               |
| Album Scotland (OCC)                     | 44              |
| Album Thụy Điển (Sverigetopplistan)      | 10              |
| Album Thụy Sĩ (Schweizer Hitparade)      | 66              |
| Album Anh Quốc (OCC)                     | 43              |
| Album Anh Quốc Digital (OCC)             | 9               |
| Album Hoa Kỳ Billboard 200               | 7               |

| Bảng xếp hạng (2015)     | Vị trí |
| ------------------------ | ------ |
| Australian Albums (ARIA) | 67     |

## Chứng nhận doanh số
| Quốc gia                                                                           | Chứng nhận | Số đơn vị/doanh số chứng nhận |
| ---------------------------------------------------------------------------------- | ---------- | ----------------------------- |
| Úc (ARIA)                                                                          | Vàng       | 35.000^                       |
| * Chứng nhận dựa theo doanh số tiêu thụ. ^ Chứng nhận dựa theo doanh số nhập hàng. |            |                               |